# Hoplichthys langsdorfii
Hoplichthys langsdorfii är en fiskart som beskrevs av Cuvier 1829. Hoplichthys langsdorfii ingår i släktet Hoplichthys och familjen Hoplichthyidae. Inga underarter finns listade i Catalogue of Life.